# Марица Јосимчевић
Марица Јосимчевић (Београд, 12. мај 1946) је српска књижевница и преводилац.

## Биографија
Рођена је и одрасла у Београду, похађала Девету београдску гимназију где је матурирала 1965. године. Након тога је почела да студира шпански и енглески језик и књижевности на Филозофском факултету Универзитета у Београду и дипломирала 1969. године.
После студија радила је као преводилац за Авиогенекс (1970–73) и Енергопројект (1973–1980). Током ових година путовала је у Латинску Америку и провела неко време у Колумбији (1973), Панами (1974) и Мексику (1980).
Каријеру слободног писца започела је 1980. године, а од 1993. до 2001. радила је као књижевни уредник у издавачким кућама ДБР и Верзал Прес у Београду, које данас више не постоје.
Била је један од уредника, који је саставио комплетна дела Исидоре Секулић, коју је прво уредило Стилос издаваштво Нови Сад од 2001-2004, преводилац је дела Мариа Варгаса Љосе, Самаела Ауна Веора, Карлоса Фуентеса, Пиа Барохе и других, као и Историје латиноамеричке књижевности Герарда Мариа Голобофа и Хуана Октавија Пренца на српски језик. Јосимчевићево стваралаштво је под утицајем спиритуализма, мистицизма, езотеризма, симболизма и магијског реализма.

## Радови
- Дно на врху света, Београд 1994. године  86-7993-001-6.
- Шкорпион је знао, Просвета 1989. године  86-07-00427-1.
- Постаја господња Београд, 1911. године  86-81459-15-5.
- Пут коже Српска књижевна задруга, Београд, 1998. године  86-379-0654-0.
- Јовање : књига о другом постојању  Пешић и Синови, Београд 2003. године  86-7540-020-9.
- Двобој на мосту, Утопија, Београд 2007. године  978-86-85129-52-0.
- Ботаничар : драма у четири чина, тринаест дана и четрдесет и четири сцене, Прес Београд 2010. године  978-86-85129-88-9.
- Понор на врху света, самостално издање 2009. и 2012. године  978-14-8006-993-0.
- Огледало људског рода Пешић и синови, Београд 2013. године[4][5]
- Дрезга, Радионица душе, Београд 2014. и 2016.  978-86-83385-26-3.[6][7]
- Плави зденац, Београд 2016.  978-86-7884-193-4.[8]

## Награде и признања
- Награда Исидора Секулић /1998) за Пут коже[9]
- Награда „Стеван Пешић” (1998) за Пут коже